# Тирели
Ти́рели (латыш. Tīreļi) — населённый пункт в Елгавском крае Латвии. Входит в состав Валгундской волости. Находится на правом берегу реки Лиелупе у региональной автодороги P99 (Елгава — Калнциемс). Расстояние до города Елгава составляет около 25 км. По данным на 2015 год, в населённом пункте проживало 209 человек. Есть библиотека, магазин, АЗС.

## История
Село находится на территории бывшего поместья Калнцеем.
В советское время населённый пункт носил название Мазоглес и был центром Калнциемского сельсовета Елгавского района. В селе располагалась центральная усадьба колхоза «Калнциемс».